# Андре, Эллен
Эллен Андре (фр. Ellen Andrée, собственно Hélène André, 1857, Париж — 1925) — французская актриса и натурщица. Позировала в качестве модели таким известным мастерам импрессионизма как Эдуард Мане, Эдгар Дега и Пьер Огюст Ренуар. Именно этот факт, а не успешная многолетняя театральная карьера Эллен делает её интересной для современников.

## Биография
Эллен Андре родилась в 1857 г. в Париже на улице Жоффруа-Мари. О её происхождении и юности сохранились лишь отрывочные и противоречивые сведения, в основном благодаря Амбруазу Воллару, который в 1910 г. общался с Эллен при составлении биографии Ренуара и историку искусств Адольфу Табара, который опрашивал её работая над биографией Мане.

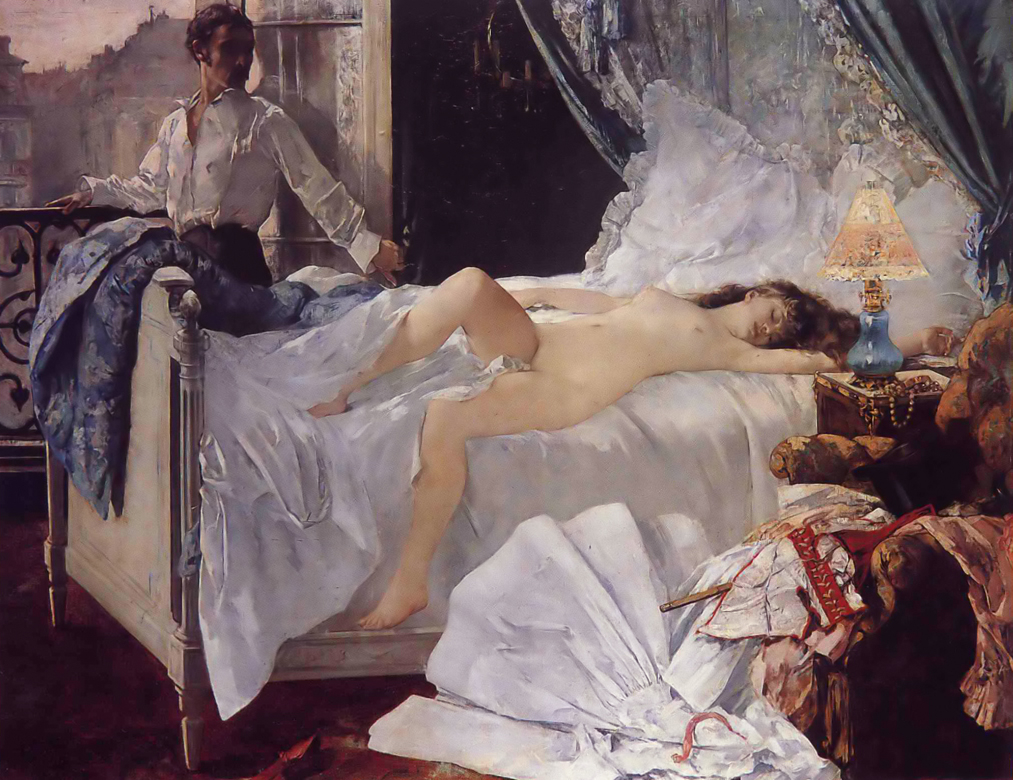
Анри Жерве «Ролла», 1878. Картина вызвала скандал на Парижском салоне 1878 года. Она сначала была допущена к нему, но затем, по указанию супер-интенданта салона, убрана. Скандал оказал позитивное влияние на её карьеру актрисы.

Джон Коллинс в своей книге отмечает, что отец Эллен был офицером, а мать продавщицей в кондитерском отделе большого магазина. Однако в записках Эдуарда Мане упоминается о том, что отцом Эллен был художник Эдмон Андре. По её собственным словам она должна была стать учительницей начальных классов, однако ввиду слабых знаний в математике эта идея была отвергнута и она пошла работать моделью в магазин дамской моды Уорта.
С середины 1870-х она часто бывала в кафе «Новые Афины» — излюбленном месте встречи артистической богемы. Подобное поведение Эллен было необычным для того времени, незамужняя женщина из хорошей семьи не должна была появляться в подобных местах без сопровождения, только проститутки или представительницы рабочего класса могли посещать такие заведения одни. В этой связи выглядит маловероятным тот факт, что сама Эллен Андре называла годом своего рождения 1862. Поскольку она уже позировала Мане в качестве модели в 1875 г., ей в ту пору должно было бы быть всего 13 лет. Ни её внешний вид на полотне Мане, ни посещение кафе не соответствуют этому возрасту. В кафе «Новые Афины» она помимо Мане познакомилась с Эдгаром Дега и Огюстом Ренуаром для которых она тоже работала моделью. Необходимым условием для подобного рода деятельности, как отмечает историк искусств Франсуаза Кашен, были не красота или хорошая фигура, а способность Эллен застывать в определенной позе и «что-то неповторимое» в её внешнем облике.
Дочь военного. Дебютировала в театре Пале-Рояль (1879). Была близка к театру натурализма, играла в Свободном театре у Андре Антуана, исполняла роли в пьесах Поля Бурже, Жюля Ренара, Анри Батая, Жоржа Куртелина, Саши Гитри и др. Выступала в кабаре «Фоли-Бержер».
Стала известной как натурщица у импрессионистов. Позировала для Ренуара, Дега, Мане, Жерве и др. художников.

## Натурщица

### Мане

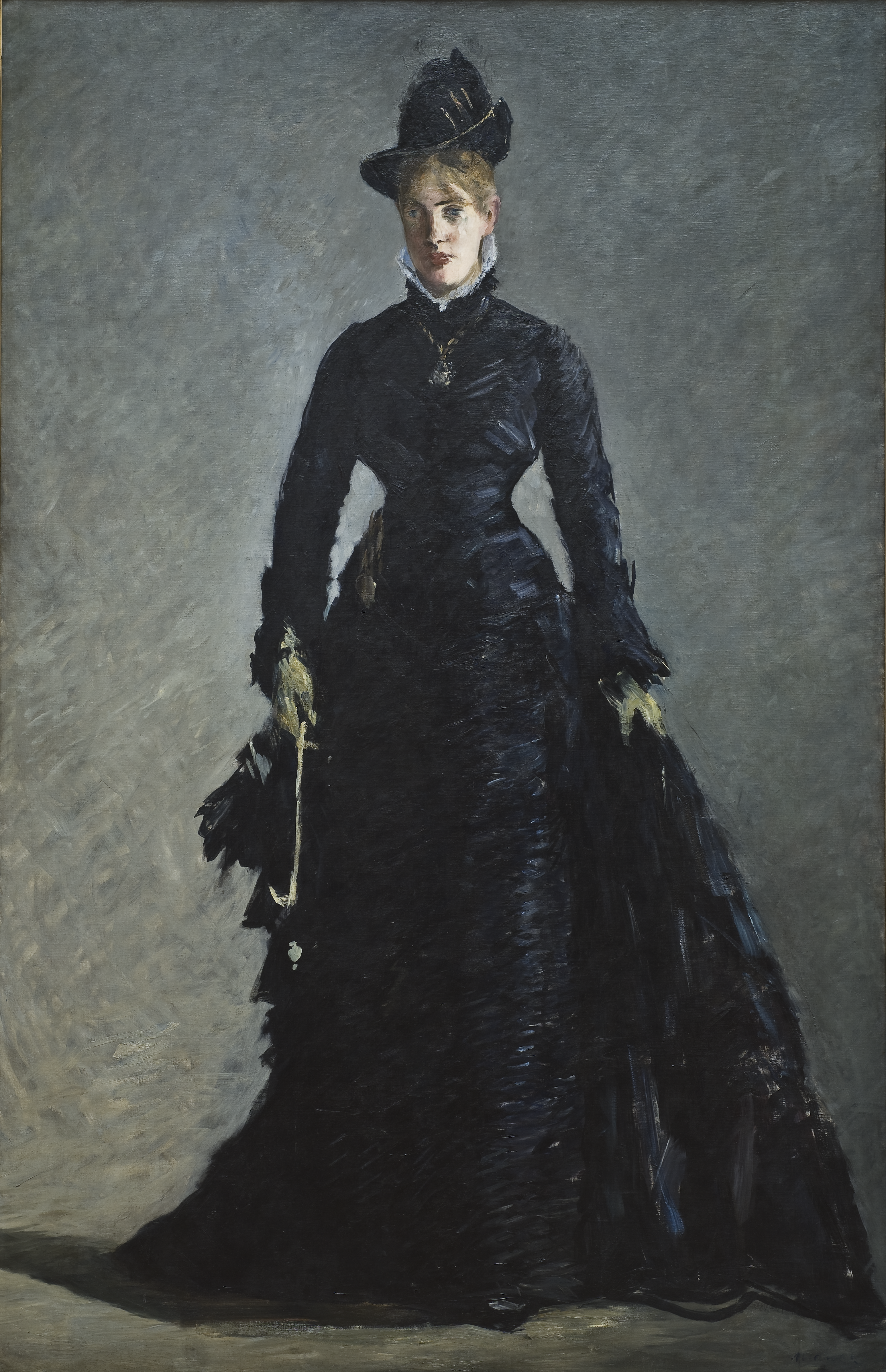
Парижанка, 1875
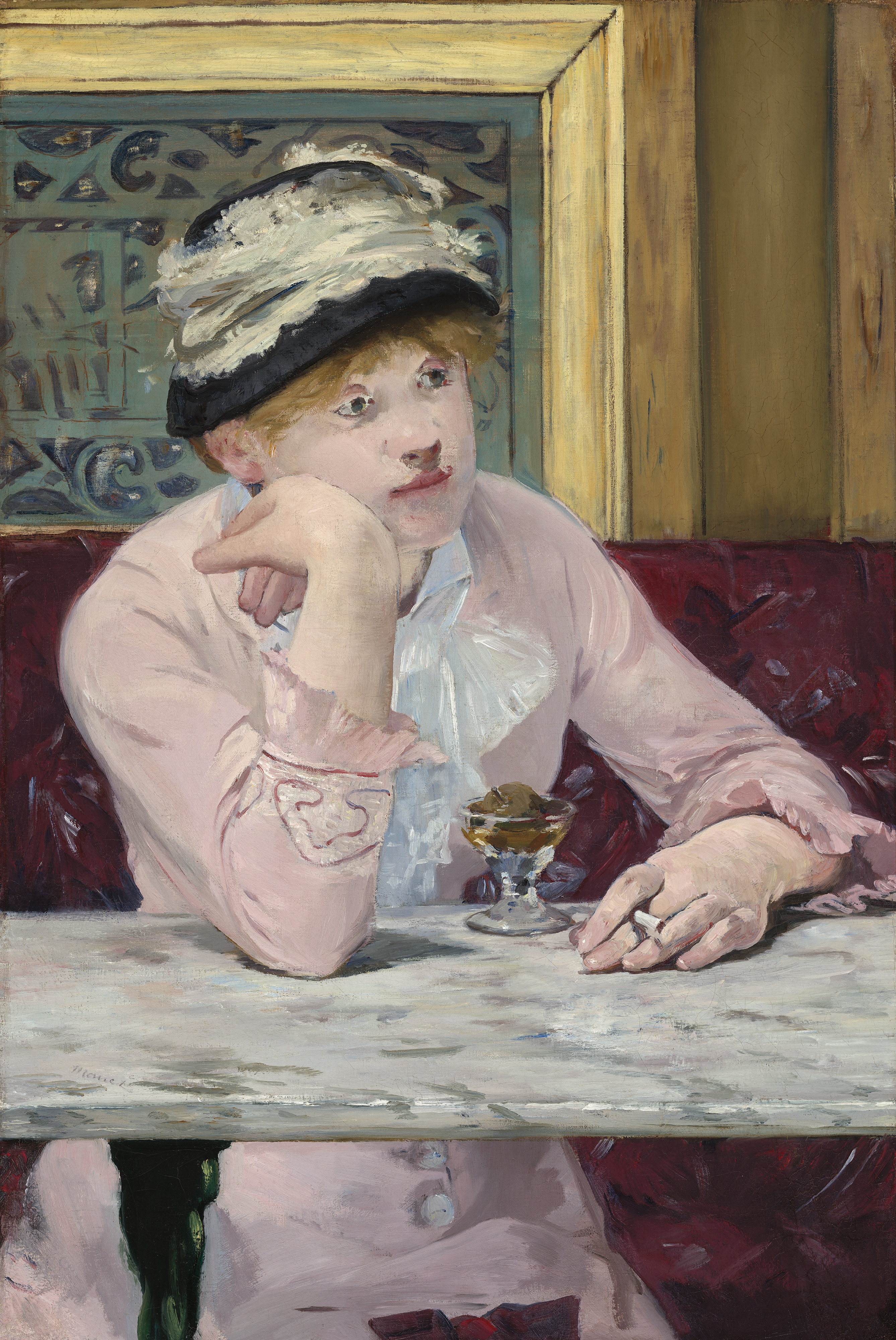
Сливовица, 1877
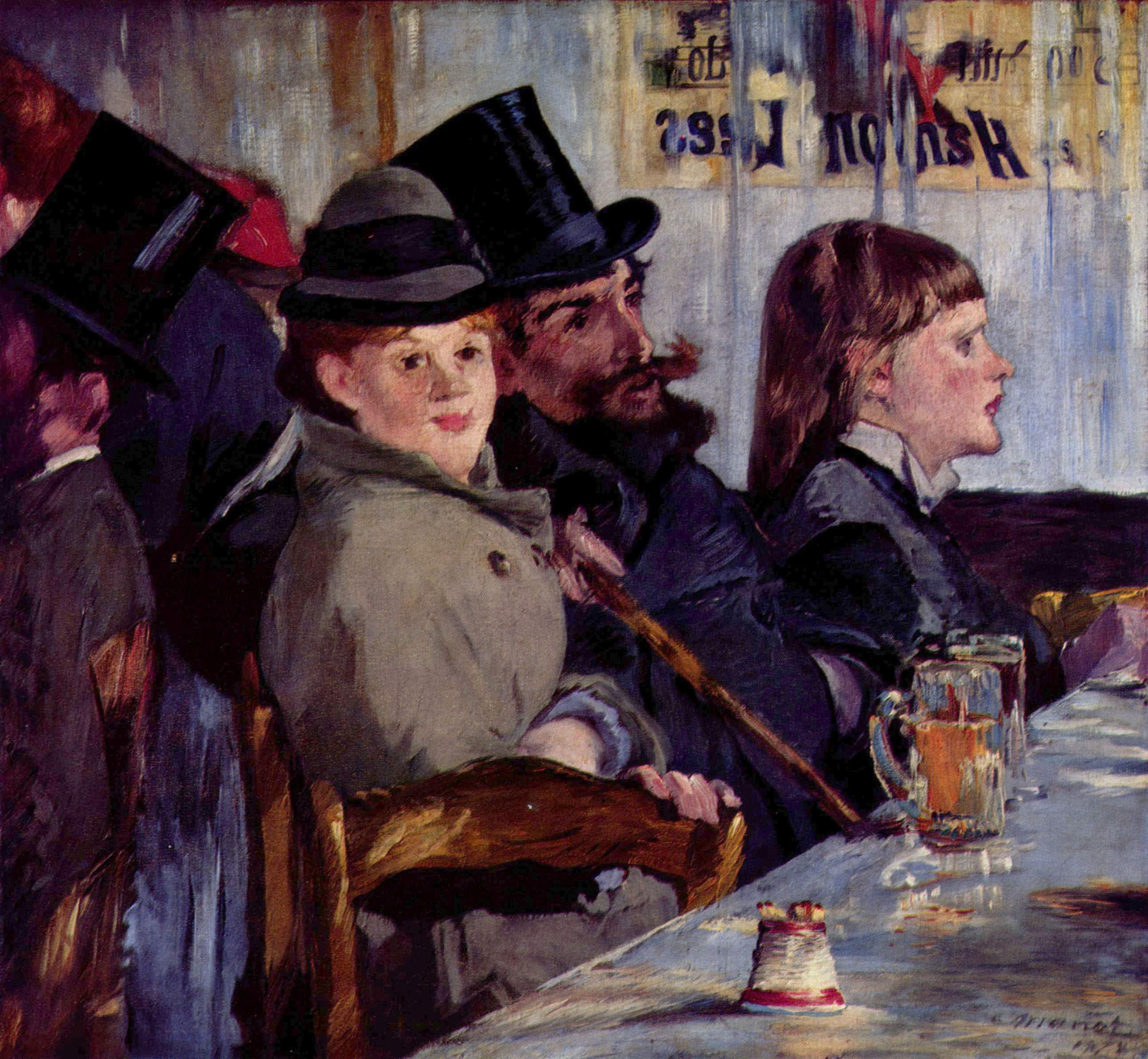
В кафе, 1878 (на переднем плане в шляпе)
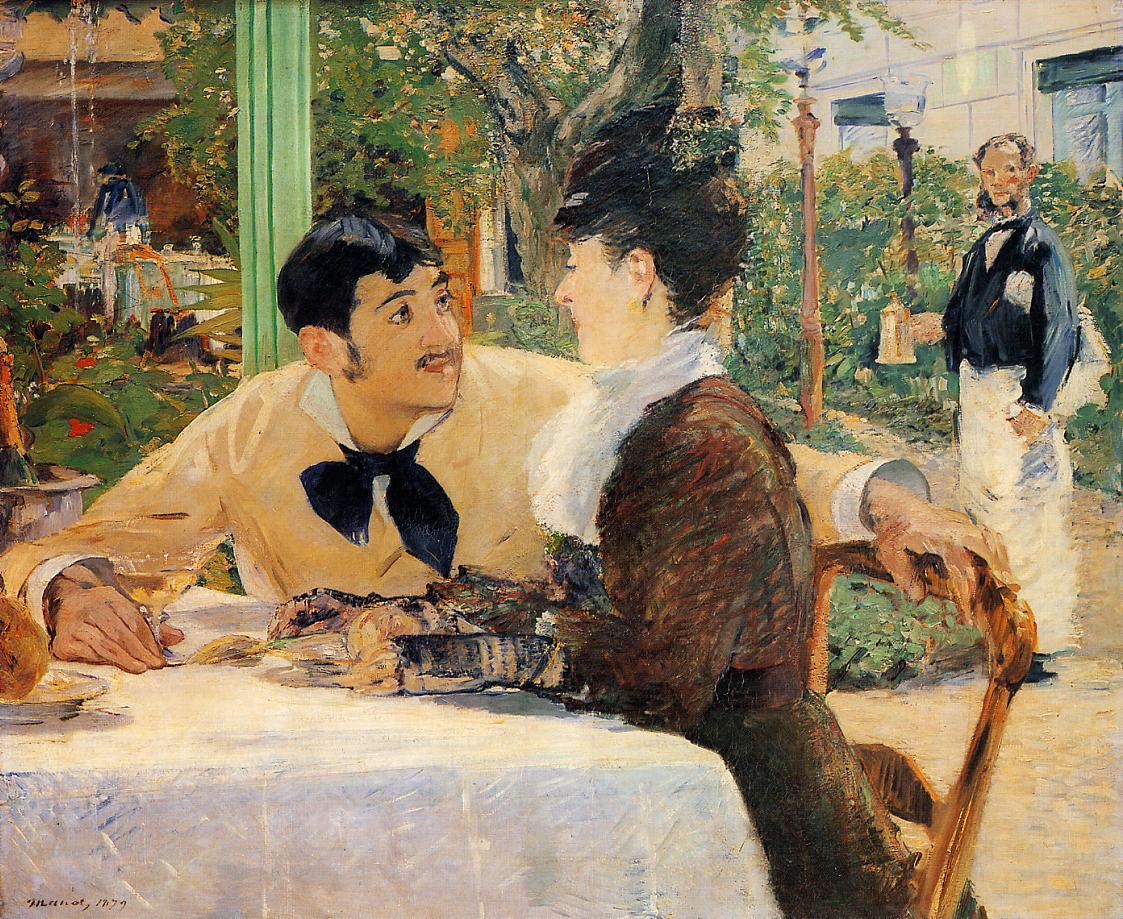
У папаши Латюиля, 1879
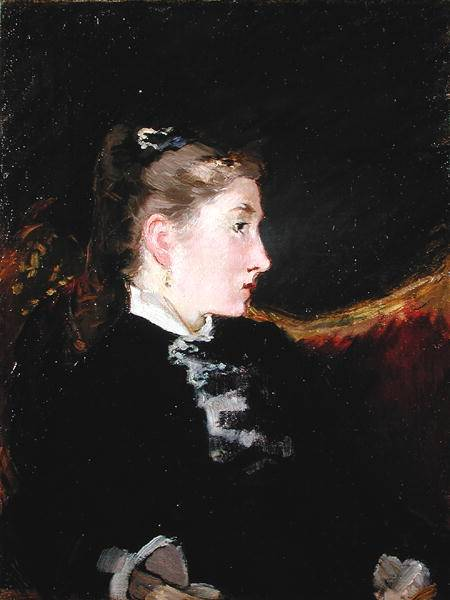
Сидящая девушка, 1880

### Дега

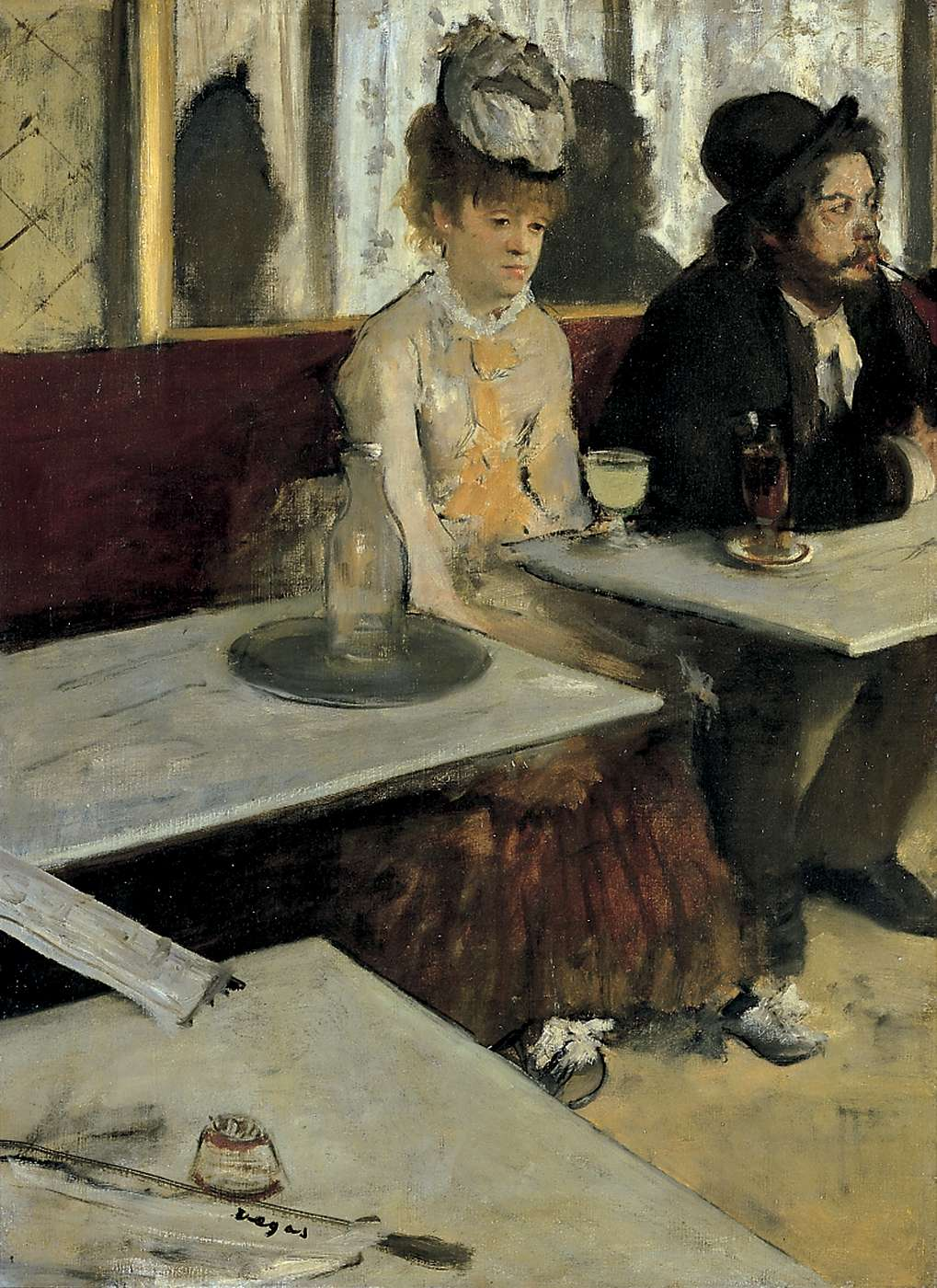
Абсент, Дега, 1876

### Ренуар

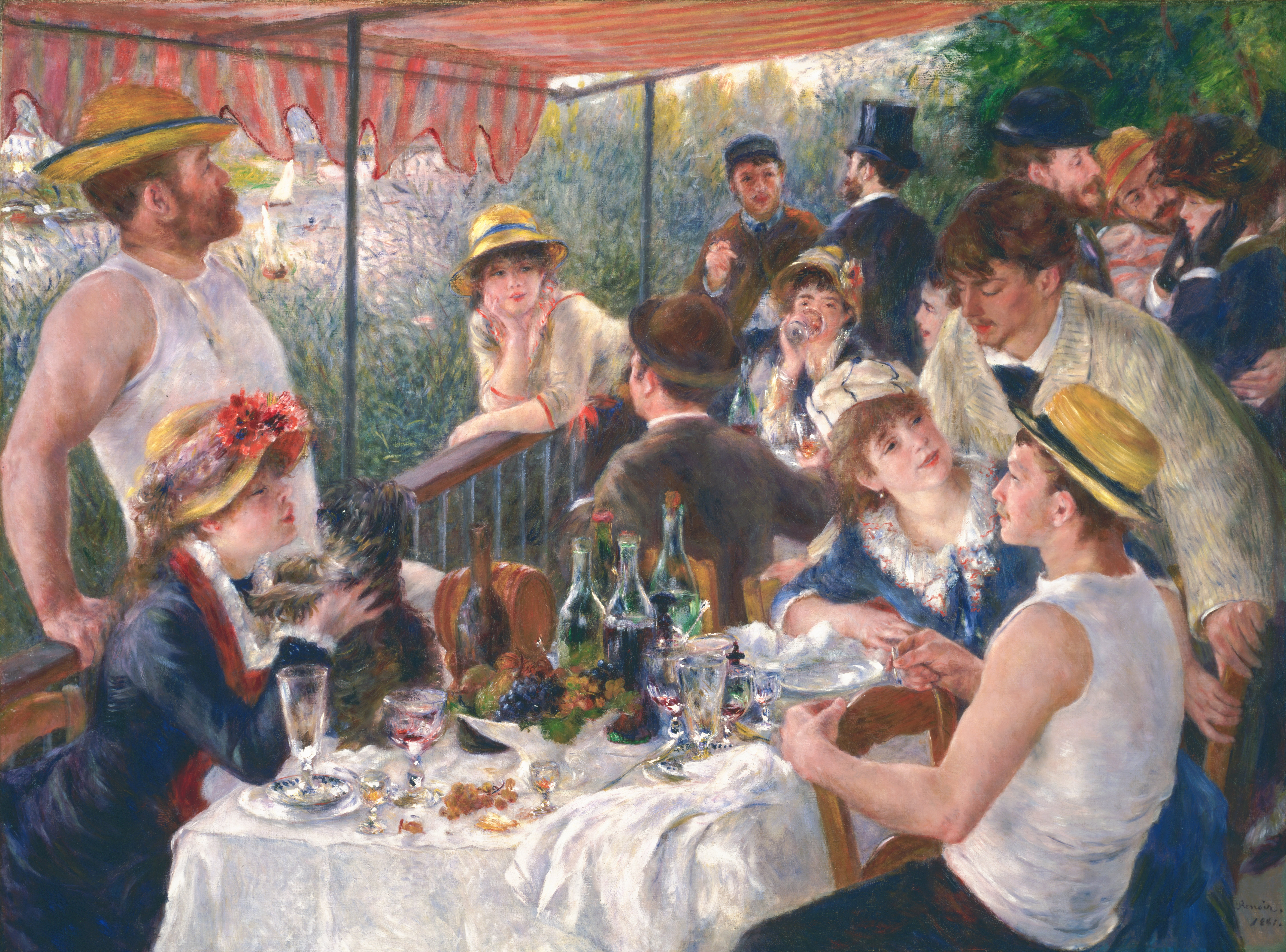
Завтрак гребцов, Ренуар, 1881

## Интересные факты
Эллен Андре — одна из героинь исторического романа Сьюзен Вриланд Завтрак гребцов (2007). В историческом фильме Дэвида Аркетта Влюбленный дворецкий (2008) роль Эллен Андре исполнила Кеньон Пейдж.